# OR52N4
OR52N4 (англ. Olfactory receptor family 52 subfamily N member 4 (gene/pseudogene)) – білок, який кодується однойменним геном, розташованим у людей на короткому плечі 11-ї хромосоми. Довжина поліпептидного ланцюга білка становить 321 амінокислот, а молекулярна маса — 36 080.
| 10         |  | 20         |  | 30         |  | 40         |  | 50         |
| ---------- |  | ---------- |  | ---------- |  | ---------- |  | ---------- |
| MLTLNKTDLI |  | PASFILNGVP |  | GLEDTQLWIS |  | FPFCSMYVVA |  | MVGNCGLLYL |
| IHYEDALHKP |  | MYYFLAMLSF |  | TDLVMCSSTI |  | PKALCIFWFH |  | LKDIGFDECL |
| VQMFFTHTFT |  | GMESGVLMLM |  | ALDRYVAICY |  | PLRYSTILTN |  | PVIAKVGTAT |
| FLRGVLLIIP |  | FTFLTKLLPY |  | CRGNILPHTY |  | CDHMSVAKLS |  | CGNVKVNAIY |
| GLMVALLIWG |  | FDILCITNSY |  | TMILRAVVSL |  | SSADARQKAF |  | NTCTAHICAI |
| VFSYTPAFFS |  | FFSHRFGEHI |  | IPPSCHIIVA |  | NIYLLLPPTM |  | NPIVYGVKTK |
| QIRDCVIRIL |  | SGSKDTKSYS |  | M          |  |            |  |            |

A: Аланін

C: Цистеїн

D: Аспарагінова кислота

E: Глутамінова кислота

F: Фенілаланін

G: Гліцин

H: Гістидин

I: Ізолейцин

K: Лізин

L: Лейцин

M: Метіонін

N: Аспарагін

P: Пролін

Q: Глутамін

R: Аргінін

S: Серин

T: Треонін

V: Валін

W: Триптофан

Кодований геном білок за функціями належить до рецепторів, g-білокспряжених рецепторів, білків внутрішньоклітинного сигналінгу. 
Локалізований у клітинній мембрані.